# ウカシュ・シュカワ
ウカシュ・シュカワ（ポーランド語: Łukasz Szukała、 1984年5月26日 - ）は、ポーランドのグダニスク出身のサッカー選手。

## 経歴
2012年8月、ペトロルル・プロイェシュティからステアウア・ブカレストへ移籍した。
2015年1月、サウジアラビアのアル・イテハドへ移籍した。
2015年8月20日、トルコのオスマンルスポルへ移籍した。

## 代表
2013年8月14日、29歳の時、デンマークとの親善試合でポーランド代表デビューを飾った。2014年9月7日、EURO 2016予選のジブラルタル戦で代表初ゴールを記録した。

## タイトル
ステアウア・ブカレスト
- リーガ1 (2) : 2012-13, 2013-14
- スーペルクパ・ロムニエイ (1) : 2013